# Exaltación
Exaltación ist eine Ortschaft im Departamento Beni im Tiefland des südamerikanischen Anden-Staates Bolivien.

## Lage im Nahraum
Exaltación ist der zentrale Ort des Municipios Exaltación in der Provinz Yacuma. Die Ortschaft liegt auf einer Höhe von 140 m am linken Ufer des Río Mamoré, 529 Kilometer vor dessen Mündung in den Rio Madeira, und 65 Kilometer nordöstlich der nächstgelegenen Stadt, Santa Ana del Yacuma.

## Geographie
Exaltación liegt im bolivianischen Tiefland, seine Flüsse gehören zum Einzugsgebiet des Amazonasbeckens. Die Region gehört zum Bereich der semihumiden Tropen, das Klima ist über weite Strecken des Jahres heiß und feucht.
Die Jahresdurchschnittstemperatur liegt bei etwa 27 °C (siehe Klimadiagramm Santa Ana del Yacuma), die Monatswerte schwanken nur unwesentlich zwischen 25 °C im Juni/Juli und 28 °C im Oktober/November. Die Jahresniederschläge mit 1645 mm liegen etwa doppelt so hoch wie in Mitteleuropa. Einer kurzen Trockenzeit von Juni bis August mit Monatswerten von weniger als 35 mm steht eine Feuchtezeit gegenüber, die von Dezember bis März Niederschlagswerte von mehr als 200 mm ausweist.

## Verkehrsnetz
Exaltación liegt in einer Entfernung von 200 Straßenkilometern nördlich von Trinidad, der Hauptstadt des Departamentos Beni.
Von Trinidad aus nach Nordwesten führt die unbefestigte Ruta 902 nach Santa Ana del Yacuma. Die Ruta 902 erreicht nach 135 Kilometern die Provinzhauptstadt Santa Ana und führt weiter nach Norden bis Exaltación.

## Bevölkerung
Die Einwohnerzahl der Ortschaft ist in den 1990er Jahren auf etwa das Dreifache angestiegen, stagniert seit der Jahrhundertwende jedoch:
| Jahr | Einwohner | Quelle       |
| ---- | --------- | ------------ |
| 1992 | 482       | Volkszählung |
| 2001 | 1476      | Volkszählung |
| 2012 | 1425      | Volkszählung |
| 2024 |           | Volkszählung |